# Adolf Wiener
Adolf Wiener (ur. 1 lutego 1812 w Murowanej Goślinie, zm. 25 sierpnia 1895 w Opolu) – niemiecki rabin, uczony i intelektualista żydowski.
Adolf Wiener urodził się w biednej rodzinie żydowskiej. W słynnej szkole rabinackiej Gaona z Poznania uzyskał wykształcenie religijne. Następnie wyjechał do Szczecinka, gdzie uczęszczał do świeckiej szkoły, w której zdał maturę.
Po osiągnięciu pełnoletniości wyjechał do Berlina, gdzie chciał początkowo podjąć studia medyczne. Ze względu na zły stan materialny zapisał się na studia filozoficzne, które ukończył z tytułem doktora. W międzyczasie był studentem szkoły rabinackiej, którą ukończył z tytułem rabina.
Z Berlina wyjechał z powrotem do Poznania, gdzie był nauczycielem w lokalnej szkole. Z powodu zbyt liberalnych poglądów popadł w konflikt z ortodoksyjną ludnością i został zwolniony. Następnie wyjechał do Kongresówki, gdzie przez pewien czas pracował jako nauczyciel domowy.
Później objął stanowisko rabina w Zielonej Górze, następnie w Kościanie. W 1853 objął stanowisko rabina opolskiego, któremu przewodniczył przez 42 lata, aż do swojej śmierci. 1 lutego 1892 roku Adolf Wiener otrzymał honorowe obywatelstwo Opola.
Pogrzeb rabina odbył się 27 sierpnia 1895. Na uroczystość przybyło wielu Żydów z okolic, śląscy rabini, lokalni duchowni katoliccy i protestanccy, władze miasta i inni mieszkańcy miasta. Rabin Wiener został pochowany na cmentarzu żydowskim w Opolu, gdzie do dziś zachował się jego nagrobek. Jego żoną była Augusta z Herrmannów.